# Guillaume Pelvoysin

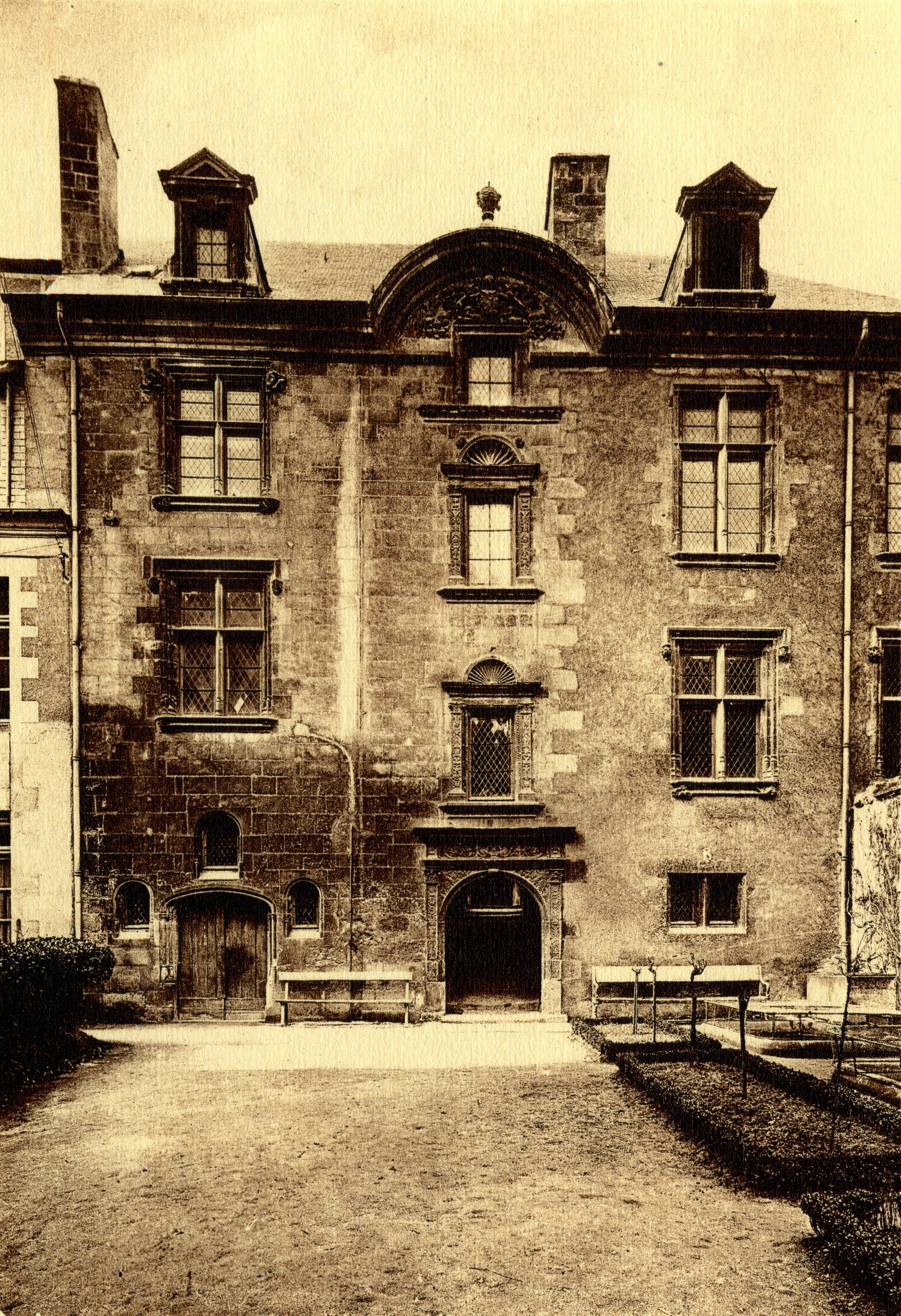
l'hôtel Lallemant de Bourges

Guillaume Pelvoysin est un architecte français célèbre dans le Berry au XVIe siècle, né à Bengy-sur-Craon en 1477, mort en 1534, et qui débute dans l'entourage de l'archevêque de Bourges Antoine Bohier, qu'il a connu lors de sa formation à Rouen (1509).

## Biographie
On ne connait pas sa formation mais il débute à la Cathédrale Saint-Étienne de Bourges où il est chargé de détruire les derniers restes de la tour Nord qui s'est effondrée le  31 décembre 1506 car elle n'avait pas été butée. Il travaille et succède à Colin Biart (présent de 1508 à 1515) et Jean de Chesnau (présent de 1508 à 1511) pour sa reconstruction et reste sur le chantier jusqu'à la fin de la reconstruction de la tour.
Il trouve son expression à la suite du Grand incendie de Bourges, où l'église Saint-Bonnet, entièrement détruite lors de l'incendie, fut rebâtie vers 1510 sur des terrains marécageux.
C'est l'un des principaux introducteurs de l'architecture de la Renaissance à Bourges, à la suite de la rencontre des artistes italiens à Rouen en 1509.

## Œuvres
- Tour nord de la Cathédrale Saint-Étienne de Bourges ;
- reconstruction de l'église Notre-Dame de Bourges (clocher) 1523 ;
- reconstruction de l'Église Saint-Bonnet de Bourges;
- construction de l'Hôtel-Dieu de Bourges;
- construction de l'Hôtel Lallemant et Hôtel Cujas;